# Ngoại tình (tiểu thuyết)
Ngoại tình (tiếng Bồ Đào Nha: Adultério) là tiểu thuyết của nhà văn người Brazil Paulo Coelho. Đây là tác phẩm lớn thứ mười sáu của Coelho, đề cập đến chủ đề ngoại tình.
Ấn bản tiếng Bồ Đào Nha được phát hành ngày 10 tháng 4 năm 2014. Sau đó, ấn bản tiếng Anh (Mỹ) được xuất bản bởi Knopf - cùng với ấn bản tiếng Tây Ban Nha vào ngày 19 tháng 8 năm 2014.
Một bài đánh giá trên tờ The Independent nhận xét nội dung sách chưa có chiều sâu và chỉ toàn những câu nói rập khuôn, còn những đoạn mô tả hoạt động tình dục trong sách thì "hung bạo và không hợp lý".

## Nội dung
Một người phụ nữ ngoài ba mươi bắt đầu tự đặt câu hỏi về cuộc sống dường như hoàn hảo của mình: một người chồng giàu có và yêu thương, con cái ngoan ngoãn, bản thân cô thì thành công trong sự nghiệp làm báo. Thái độ lãnh đạm đó đã thay đổi khi cô phỏng vấn người bạn trai cũ, giờ đã là một chính trị gia thành đạt. Họ bắt đầu một cuộc tình vồn vã mà cô cảm thấy rất thú vị. Cuối cùng, cô phải tìm cách vượt qua tình yêu bất khả thi đó và học cách đối mặt với cuộc sống hàng ngày.